# Cecilia Bartoli
Pour les articles homonymes, voir Bartoli.
Cecilia Bartoli, née le 4 juin 1966 à Rome, est une cantatrice mezzo-soprano italienne.
Elle s'est spécialisée dans les interprétations lyriques de la musique baroque sans s'y cantonner pour autant. Elle représente une référence dans de nombreuses compositions de Bellini, Haendel, Mozart, Rossini et Vivaldi, et s'est rendue célèbre par la qualité de ses interprétations et sa virtuosité dans les rôles de soprano et de mezzo. Elle a notamment travaillé avec les chefs d'orchestre Herbert von Karajan, Daniel Barenboim ou Nikolaus Harnoncourt.
Cecilia Bartoli est également directrice artistique du festival de Pentecôte de Salzbourg (Salzburger Pfingstfestspiele) depuis 2012 et directrice de l'Opéra de Monte-Carlo depuis le 1er janvier 2023.

## Biographie

### Débuts
Cecilia Bartoli est la deuxième enfant de Pietro Angelo Bartoli et Silvana Bazzoni Bartoli ; elle a un frère aîné, Gabriele, et une jeune sœur, Federica.
Toute petite, Cecilia est bercée par la musique classique. Ses deux parents sont artistes lyriques et sa mère devient son professeur de chant. Elle s’est écartée, avec le temps, du répertoire traditionnel pour s’intéresser à des compositions musicales lyriques atypiques et demandant un très grand entrainement vocal.
À neuf ans, Cecilia fait sa première apparition dans un spectacle public, en tenant le petit rôle du pâtre qui introduit le tragique acte 3 dans une représentation de Tosca de Giacomo Puccini. En entendant sa voix, ses parents décident de l’inscrire au conservatoire Sainte-Cécile à Rome, où elle se distingue très vite par sa maturité vocale, si bien qu’à l’adolescence, elle possède déjà un registre musical étoffé.
Cependant, la première passion de Cecilia n’est pas le chant lyrique mais le flamenco. C’est à l’âge de 14 ans qu’elle commence à prendre des cours de flamenco avec une professeure andalouse et à se produire sur scène dans un groupe de danse en dépit de la réticence de ses parents à l'idée de la voir embrasser une telle carrière. Cecilia Bartoli est pourtant fascinée par la musique et la sensualité que dégage cette danse. Elle reconnaît encore aujourd’hui que, grâce à ses cours de flamenco, elle a eu un avantage sérieux lors de ses premières prestations à l’opéra car elle a appris à se déplacer tout en chantant. Sa passion pour le flamenco reste toujours intacte.
À seize ans, Cecilia Bartoli met sa carrière de danseuse entre parenthèses et se concentre avec sa mère sur sa voix et sur le chant lyrique. Elle suit alors des cours au conservatoire de la Santa Cecilia de Rome, d’où elle sort diplômée. Cette rapidité d’évolution artistique lui permet de se faire connaître avant même l'âge de vingt ans.
En 1987 — elle n’a alors que 21 ans —, Cecilia Bartoli se fait connaître en France lors d'un concert organisé par l'Opéra national de Paris en hommage à Maria Callas et diffusé sur Antenne 2, le 16 septembre 1987 (date des 10 ans de la mort de la soprano) dans une émission animée par Ève Ruggiéri, puis en Italie, lors d’une apparition dans l'émission de télévision Fantastico.

### Carrière musicale

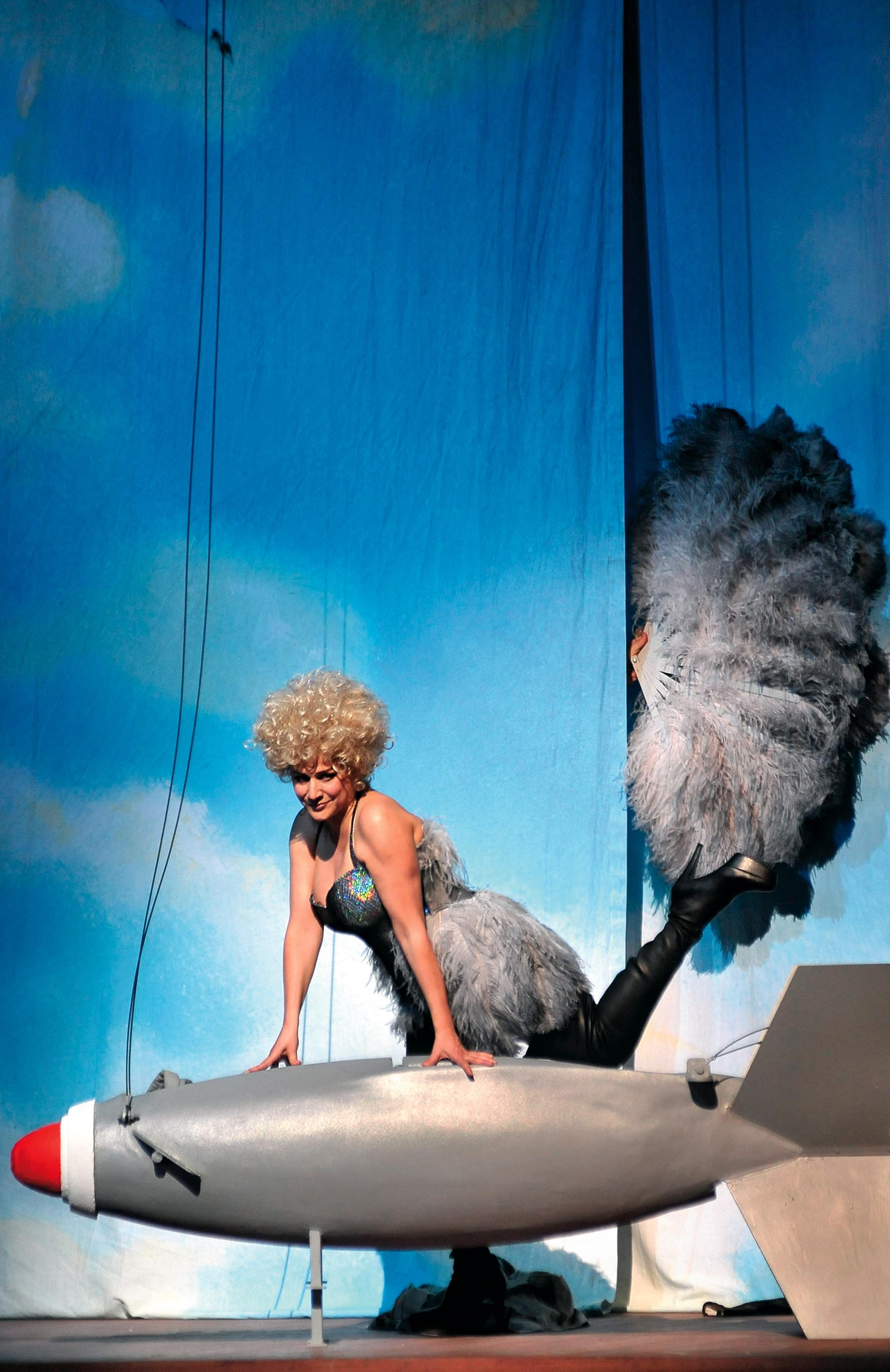
Cecilia Bartoli dans le rôle de Cléopâtre, Festival de Salzbourg 2012.

En 1988, Cecilia Bartoli interprète le rôle de Rosina dans Le Barbier de Séville de Rossini à Hambourg en Allemagne. Elle collabore ensuite avec les chefs d'orchestre Herbert von Karajan et Daniel Barenboïm qui l'ont remarquée, un an auparavant, lors de l'émission de télévision dédiée à Maria Callas. Elle interprète, la même année, le rôle de Chérubin dans Les Noces de Figaro de Mozart, à Zurich en Suisse. C'est alors que cette cantatrice mezzo-soprano prend la décision de se concentrer sur des rôles d'œuvres de Mozart pour développer sa carrière internationale.
Deux années plus tard, Herbert von Karajan invite Cecilia Bartoli à chanter la Messe en si mineur de Jean-Sébastien Bach au festival de Pâques de Salzbourg en Autriche. Cependant, la mort du chef d'orchestre empêche le projet d'aboutir. Elle travaille aussi avec Daniel Barenboïm sur le cycle Da Ponte de Wolfgang A. Mozart et sous la direction de Nikolaus Harnoncourt.
En 1996, Cecilia Bartoli chante au Metropolitan Opera dans le rôle de Despina dans Così Fan Tutte de Mozart. Puis l'année suivante, elle chante dans La Cenerentola de Gioachino Rossini. Elle est considérée par la critique musicale comme une « petite voix » comparativement à la salle du Metropolitan Opera, la plus grande du monde, et des rumeurs circulent sur le fait que la direction du Metropolitan Opera aurait caché un microphone sur la cantatrice pour amplifier sa voix ce qui fut immédiatement démenti. Elle n'est jamais retournée chanter au Metropolitan Opera, préférant développer sa carrière dans des théâtres de taille plus restreinte où sa voix peut davantage s'épanouir.
Cecilia Bartoli se consacre, à partir de 2008, au début du XIXe siècle, ère du romantisme et du bel canto italien, et notamment à la légendaire cantatrice Maria Malibran, lui dédiant une tournée en hommage. Lors du 200e anniversaire de la naissance de « la Malibran », le 24 mars 2008, Cecilia donne trois concerts en une seule journée, dont une version intégrale de La Cenerentola de Rossini, à la salle Pleyel à Paris, ville natale de la Malibran.
En octobre 2009, Cecilia Bartoli sort l'album Sacrificium, qui raconte l’histoire des castrats dans toute sa complexité alliant beauté et cruauté et qui fait l'apologie de l’école napolitaine de musique d'où sont sortis les castrats de très grande renommée comme Farinelli et Gaetano Caffarelli.
Depuis quelques années, Cecilia Bartoli se concentre sur des projets musicaux menés avec des orchestres d’instruments anciens, avec l'aide de l’Akademie für Alte Musik Berlin, des Arts Florissants, du Concentus Musicus Wien, du Freiburger Barockorchester, du Giardino Armonico, de l'Orchestre de chambre de Bâle, de l'Ensemble Matheus, des Musiciens du Louvre, de l’Orchestra of the Age of Enlightenment et de l’orchestre La Scintilla. Ces projets avec orchestre dont elle assume la responsabilité ont pris de plus en plus d’importance dans sa vie notamment les programmes développés et interprétés en parallèle avec l’Orchestre philharmonique de Vienne.
C'est Claudio Osele, ancien admirateur de la cantatrice et spécialiste de musiques anciennes qui introduit à son répertoire les musiques baroques et de la Renaissance, en effet la cantatrice éprouve un goût particulier pour les musiques anciennes.
En 2012, elle devient directrice artistique du festival de Pentecôte de Salzbourg,. En 2019, elle est prolongée à ce poste, jusqu'en 2026. En 2025, elle est de nouveau prolongée à ce poste, jusqu'en 2031.
En 2016, Cecilia Bartoli est lauréate du prix Polar Music, et devient, à Monaco, directrice artistique des Musiciens du Prince.
À partir du 1er janvier 2023, elle succède à Jean-Louis Grinda à la direction de l'Opéra de Monte-Carlo,.

### Vie privée
En 1997, un drame bouleverse la famille Bartoli : le frère aîné, Gabriele, meurt d’un cancer du cerveau. Cecilia, qui était très attachée à son frère, prend la décision de faire une courte pause dans sa carrière musicale. Peu après la mort de Gabriele est publié un livre de Manuela Hoelterhoff (en), intitulé Cinderella and Company : Backstage at the Opera with Cecilia Bartoli. L'ouvrage dévoile des détails de la vie privée de la cantatrice et de la maladie de son frère que celle-ci voulait garder secrets. Cecilia est outrée du style utilisé, qui donne l'impression d'une confession alors qu'elle n'a jamais parlé ouvertement de sa vie privée,.
En 2011, elle épouse le baryton suisse Oliver Widmer (en). Ils vivent pour partie sur les bords du Lac de Zurich en Suisse et pour partie à Rome.

## Prix

### Récompenses musicales
| Nb   | Titre de la récompense | Pays attributeur       |
| ---- | ---------------------- | ---------------------- |
| 1    | Prix Bambi             | Allemagne, Berlin      |
| 9    | Prix Echo              | Allemagne, Berlin      |
| 5    | Grammy Awards          | États-Unis, Washington |
| -    | Disques d'or           | France, Paris          |
| 1    | Victoire de la musique | France, Paris          |
| 2    | Classical Brit Awards  | Royaume-Uni, Londres   |
| Etc. |                        |                        |

### Distinctions honorifiques
| Distinctions                                                                                               | Pays attributeur     |
| --- | -------------------- |
| Membre honoraire de la Fondation Heandel House                                                             | Allemagne, Halle     |
| Prix Haendel                                                                                               | Allemagne, Halle     |
| Prix musical Léonie-Sonning                                                                                | Danemark, Copenhague |
| Médaille d'or du mérite des beaux-arts par le Ministère de l'Éducation, de la Culture et des Sports (2007) | Espagne, Madrid      |
| Commandeur de l'ordre du Mérite culturel (1999)                                                            | Monaco               |
| Chevalière des Arts et des Lettres                                                                         | France, Paris        |
| Médaille Grand Vermeil de la ville de Paris                                                                | France, Paris        |
| Bellini d'Or Bellini d'Oro                                                                                 | Italie, Rome         |
| Chevalière d'honneur                                                                                       | Italie, Rome         |
| Membre effectif du conservatoire Sainte-Cécile                                                             | Italie, Rome         |
| Docteur honoris causa de musique au University College                                                     | Irlande, Dublin      |
| Membre honoraire de la Royal Academy of Music                                                              | Royaume-Uni, Londres |
| Prix Polar Music en 2016                                                                                   | Suède, Stockholm     |

## Discographie

### Opéras
- Bellini: Norma, avec John Osborn, Sumi Jo, l'orchestre La Scintilla, direction Giovanni Antonini, éditions Decca (2013)
- Bellini: La Sonnambula, avec Juan Diego Florez, Ildebrando D'Arcangelo, l'orchestre La Scintilla, direction Alessandro De Marchi, éditions L'Oiseau-Lyre (2008)
- Rossini: Il Turco in Italia, DVD, avec Ruggero Raimondi, l'Orchestre de l'Opéra de Zurich, direction Franz Welser-Möst, éditions Arthaus Musik (2005)
- Mozart: Don Giovanni, DVD, avec Isabel Rey, Rodney Gilfry, László Polgár, Roberto Sacca, l'Orchestre de l'Opéra de Zurich, direction Nikolaus Harnoncourt, éditions Arthaus Musik (2001)
- Handel: Rinaldo, avec David Daniels, Bernarda Fink, l'Academy of Ancient Music, direction Christopher Hogwood, éditions Decca Records (2000)
- Mozart: Mitridate, avec Natalie Dessay, Giuseppe Sabbatini, Brian Asawa, Juan Diego Florez, Les Talens Lyriques, direction Christophe Rousset, éditions Decca Records (1999)
- Haydn: Armida, avec Christoph Prégardien, Patricia Petibon, le Concentus Musicus Wien, direction Nikolaus Harnoncourt, éditions Teldec classique (novembre 2000)
- Rossini: Il Turco in Italia, avec Alessandro Corbelli, Michele Pertusi, Ramón Vargas, l'Orchestre de La Scala, direction Riccardo Chailly, éditions Decca Records (1998)
- Haydn: Orfeo ed Euridice, avec Uwe Heilmann, Ildebrando D'Arcangelo, The Academy of Ancient Music, direction Christopher Hogwood, éditions Decca Records (1997)
- Mozart: La Clemenza di Tito, avec Uwe Heilmann, Della Jones, Diana Montague, Gilles Cachemaille, The Academy of Ancient Music, direction Christopher Hogwood, éditions Decca Records (1995)
- Mozart: Le Nozze di Figaro, avec Lucio Gallo, Sylvia McNair, Cheryl Studer, l'Orchestre philharmonique de Vienne, direction Claudio Abbado, éditions Deutsche Grammophon (1994)
- Puccini: Manon Lescaut, avec Mirella Freni, Luciano Pavarotti, Dwayne Croft, Giuseppe Taddei, Ramon Vargas, l'Orchestre du Metropolitan Opera, direction James Levine, éditions Decca Records (1993)
- Rossini: La Cenerentola, avec Enzo Dara, William Matteuzzi, Alessandro Corbelli, Michele Pertusi, l'Orchestra del Teatro Comunale di Bologna, direction Riccardo Chailly, éditions Decca Records (1993) / Existe également en DVD, Matteuzzi est remplacé par Raul Giménez, éditions Universal Music
- Mozart: Lucio Silla, avec Dawn Upshaw, le Concentus Musicus Wien, direction Nikolaus Harnoncourt, éditions Teldec Classique (1991)
- Rossini: Il Barbiere di Siviglia, avec Leo Nucci, William Matteuzzi, Enrico Fissore, Paata Burchuladze, l'Orchestra del Teatro Comunale di Bologna, direction Giuseppe Patanè, éditions Decca Records (1989)
- Rossini: La Scala di seta, avec Luciana Serra, William Matteuzzi, l'Orchestra del Teatro Comunale di Bologna, direction Gabriele Ferro, éditions Fonit Cetra (1988)
- Rossini: Stabat Mater, avec Carol Vaness, Francisco Araiza, Ferruccio Furlanetto, l'Orchestre Symphonique de la Radiodiffusion Bavaroise, direction Semyon Bychkov, éditions Philips Classics (1990)

### Récitals avec orchestre
- Antonio Vivaldi, airs d'opéra d'Antonio Vivaldi dont la sortie célèbre les vingt ans du Vivaldi Album de 1999, avec l'Ensemble Matheus, direction Jean-Christophe Spinosi, éditions Decca (novembre 2018).
- Maria, hommage à celle que la mezzo-soprano italienne surnomme non sans humour « la Madonna de l'art lyrique », Maria Malibran, dont le bicentenaire de la naissance a été fêté en 2008. Avec l'orchestre La Scintilla, direction Adam Fischer, éditions Decca (octobre 2007).
- Opera Proibita, Arias de Haendel, Scarlatti et Antonio Caldara, avec Les Musiciens du Louvre, direction Marc Minkowski, éditions Decca (2005)
- The Salieri Album, avec l'Orchestre de l'âge des Lumières, direction Adam Fischer, éditions Decca (2003)
- Gluck Italian Arias, avec l'Akademie für Alte Musik Berlin, direction Bernhard Forck, éditions Decca (septembre 2001)
- Viva Vivaldi (DVD), avec Il Giardino Armonico, direction Giovanni Antonini, réalisateur Brian Large, éditions Arthaus Musik (août 2001)
- Cecilia and Bryn, avec Bryn Terfel, l'Orchestre de l'Académie nationale de Sainte-Cécile, direction Myung-Whun Chung, éditions Decca (mars 1999)
- The Vivaldi Album, avec Il Giardino Armonico, direction Giovanni Antonini, éditions Decca (octobre 1999)
- Mozart Portraits, avec le Wiener Kammerorchester, direction György Fischer, éditions Decca (1994)
- Rossini Heroines, avec l'Orchestre de la Fenice, direction Ion Marin, éditions Decca (1992)
- Mozart Arias, avec le Wiener Kammerorchester, direction György Fischer, éditions Decca (1991)
- Rossini Arias, avec le Wiener Volksopernorchester, direction Giuseppe Patanè, éditions Decca (1989)

### Récitals avec piano
- Live in Italy, Sonatori De La Gioiosa Marca, direction Jean-Yves Thibaudet, éditions Decca (1998)
- An Italian Songbook, Bellini, Donizetti, Rossini, piano James Levine, éditions Decca (1997)
- Chant D'Amour, mélodies françaises, direction Myung-Whun Chung, éditions Decca (octobre 1996)
- Italian Songs, Beethoven, Schubert, Mozart, Haydn, piano András Schiff, éditions Decca (1993)
- Arie Antiche: Se tu m'ami, piano György Fisher, éditions Decca (1992)
- Rossini Recital, piano Charles Spencer, éditions Decca (1990)

### Musique sacrée
- Fauré, Duruflé: Requiem - In paradisium, avec Bryn Terfel, l'Orchestre de l'Académie nationale de Sainte-Cécile, direction Myung-Whun Chung, éditions Deutsche Grammophon (mai 1999)
- Pergolesi: Stabat Mater, Salve Regina / Scarlatti: Salve Regina avec June Anderson, la Sinfonietta de Montreal, direction Charles Dutoit (1993)
- Mozart : Requiem, avec Arleen Auger, Vinson Cole, René Pape, l'Orchestre philharmonique de Vienne, direction Georg Solti (1992)

### Cantates
- Rossini Cantatas Volume 2, avec Juan Diego Florez, l'Orchestre Philharmonique de La Scala, direction Riccardo Chailly (mars 2001)

### Opéras
- Rossini : La Cenerentola, avec William Matteuzzi, Alessandro Corbelli, Enzo Dara, Fernanda Costa, Gloria Banditelli, Michele Pertusi, l’Orchestre et le Chœur du Théâtre Communal de Bologne, direction Riccardo Chailly (1993)

### Divers
- 2019 : Farinelli
- 2018 : Cecilia Bartoli - Antonio Vivaldi
- 2014 : St Petersburg
- 2012 : Mission
- 2012 : Sospiri
- 2009 : Sacrificium
- 2005 : Rossini - Arias
- 2005 : An Italian Songbook
- 2002 : The Art of Cecilia
- 1999 : The Vivaldi Album
- 1996 : Chant d'amour - Mélodies françaises
- 1995 : A Portrait
- 1994 : Mozart - Portraits